# Jaroslav Bečák
Jaroslav Bečák (9. května 1887 Velký Týnec – 4. února 1950 Velký Týnec) byl československý politik a meziválečný poslanec Národního shromáždění.

## Biografie
Angažoval se v četných politických a veřejných spolcích (Ústředí moravskoslezských obcí, měst a okresů, Hypotéční a zemědělská banka moravská atd.).
V parlamentních volbách v roce 1925 získal za Republikánskou stranu zemědělského a malorolnického lidu poslanecké křeslo v Národním shromáždění. Mandát v parlamentních volbách v roce 1929 obhájil.
Podle údajů k roku 1929 byl profesí rolníkem a obchodníkem ve Velkém Týnci. Ve Velkém Týnci byl dlouholetým starostou. V roce 1942 byl nacistickými úřady zatčen a až do konce války vězněn v Brně, Osvětimi a Buchenwaldu.